# Xã Portal, Quận Burke, Bắc Dakota
Xã Portal (tiếng Anh: Portal Township) là một xã thuộc quận Burke, tiểu bang Bắc Dakota, Hoa Kỳ. Năm 2010, dân số của xã này là 24 người.